# Dysmicoccus crassisetosus
Dysmicoccus crassisetosus är en insektsart som beskrevs av Mamet 1962. Dysmicoccus crassisetosus ingår i släktet Dysmicoccus och familjen ullsköldlöss.
Artens utbredningsområde är Madagaskar. Inga underarter finns listade i Catalogue of Life.